# Robert Foxworth
Pour les articles homonymes, voir Foxworth.
Robert Foxworth est un acteur américain, né le 1er novembre 1941 à Houston.
Il est surtout connu pour son rôle de Chase Gioberti dans la série télévisée Falcon Crest (tenu de 1981 à 1987).

## Biographie

### Jeunesse
Robert Foxworth est né à Houston au Texas d'un père artisan couvreur et d'une mère écrivaine.

### Carrière
Robert Foxworth se fait d'abord remarquer sur les planches, en particulier à l'Arena Stage de Washington.
Au début des années 1970, il est tête d'affiche de la série télévisée The Storefront Lawyers. Il obtient ensuite quelques rôles importants au cinéma. Pressenti pour interpréter J. R. Ewing dans Dallas, il souhaite que le personnage soit sensiblement édulcoré, mais se heurte au refus du producteur. C'est Larry Hagman qui empoche la mise. Trois ans plus tard, Foxworth ne laisse pas échapper le rôle de Chase Gioberti dans Falcon Crest, une autre série phare des années 1980.
Plus récemment, on a pu le voir sous les traits du docteur Bernard Chenowith dans Six Feet Under. Au cinéma, il est la voix de l'autobot Ratchet dans le film Transformers et ses suites.

### Vie privée
Marié trois fois, il a deux enfants de son premier mariage. Sa seconde épouse est l'actrice Elizabeth Montgomery, qui décède en 1995. Il se remarie en 1998.

## Filmographie partielle

### Cinéma
- 1976 : Le Trésor de Matacumba de Vincent McEveety : Jim
- 1976 : L'Étrangleur invisible (The Astral Factor) de John Florea : lieutenant Charles Barrett
- 1977 : Les Naufragés du 747 de Jerry Jameson : Chambers
- 1978 : Damien : La Malédiction 2 de Don Taylor : Paul Buher
- 1979 : Prophecy : Le Monstre de John Frankenheimer : Robert Verne
- 1980 : Flics-Frac ! (The Black Marble) de Harold Becker : sergent A. M. Valnikov
- 1989 : Au-delà des étoiles de David Saperstein : Richard Michaels
- 2005 : Syriana de Stephen Gaghan : Tommy Barton
- 2007 : Transformers : Ratchet (voix)
- 2008 : Embrassez le marié ! (Kiss The Bride) de C. Jay Cox : Wayne
- 2009 : Transformers 2 : La Revanche : Ratchet (voix)
- 2011 : Transformers 3 : La Face cachée de la Lune : Ratchet (voix)
- 2014 : Transformers : L'Âge de l'extinction : Ratchet (voix)

### Télévision

#### Téléfilms
- 1973 : The Devil's Daughter de Jeannot Szwarc : Steve Stone
- 1973 : The Wide World of Mystery : Victor Frankenstein
- 1974 : Mrs. Sundance de Marvin J. Chomsky : Jack Maddox
- 1974 : The Questor Tapes de Richard Colla : Questor
- 1977 : It Happened at Lakewood Manor de Robert Scheerer : Mike Carr
- 1978 : Death Moon de Bruce Kessler : Jason Palmer
- 1980 : Les Diamants de l'oubli (The Memory of Eva Ryker) de Walter Grauman : Norman Hall
- 1981 : Peter and Paul de Robert Day : Pierre
- 1988 : Double Standard de Louis Rudolph : Leonard Harik
- 1990 : Face to Face de Lou Antonio : Tobias Williams
- 1992 : With Murder in Mind de Michael Tuchner : Bob Sprague
- 2006 : Les Aventures de Flynn Carson : Le Trésor du roi Salomon : oncle Jerry

#### Séries télévisées
- 1970-1971 : The Storefront Lawyers : David Hansen (23 épisodes)
- 1971 : La Nouvelle Équipe (1 épisode)
- 1973 : Hawaï police d'État (1 épisode)
- 1973 : Frankenstein : Victor Frankenstein (mini-série)
- 1974 : Barnaby Jones (1 épisode)
- 1977 : Voyage dans l'inconnu (1 épisode)
- 1981-1987 : Falcon Crest : Chase Gioberti (155 épisodes)
- 1989 : Columbo (saison 8, épisode 4 : Grandes manœuvres et petits soldats)
- 1994 : SeaQuest, police des mers (1 épisode)
- 1994 : Babylon 5 : général Willam Hague, Chef d'État-Major des Forces Terriennes (saison 2, épisodes 1 et 11)
- 1996 : Star Trek: Deep Space Nine : vice-amiral Leyton, Chef des Opérations de Starfleet (2 épisodes)
- 1996 : Au-delà du réel : L'aventure continue (1 épisode)
- 1997 : New York, police judiciaire : professeur Charles Evans (saison 7, épisode 21)
- 1998 : LateLine (17 épisodes)
- 2000 : New York, unité spéciale : Dr Benjamin Hadley (saison 1, épisode 17)
- 2001 : Six Feet Under (6 épisodes)
- 2003 : Stargate SG-1 : président Ashwan (saison 6, épisode 20)
- 2003 : New York, police judiciaire : Dr Frederick Barrett (saison 14, épisode 4)
- 2004 : Star Trek : Enterprise : administrateur V'Las, chef du Haut-Commandement Vulcain (3 épisodes)
- 2005 : À la Maison-Blanche (1 épisode)
- 2005 : New York, unité spéciale : Dr Lett (saison 7, épisode 9)
- 2006 : Bones : Branson Rose (saison 1, épisode 18)

## Voix francophones
En France, Michel Papineschi est la voix française la plus régulière de Robert Foxworth. Alain Dorval l'a doublé dans la saga Transformers.
Au Québec, Raymond Bouchard l'a doublé dans la saga Transformers.

## Sources
- (en) Cet article est partiellement ou en totalité issu de l’article de Wikipédia en anglais intitulé « Robert Foxworth » (voir la liste des auteurs).